# Убийство Сары Халими
Сара Халими, 65-летняя французская еврейка, врач и школьная учительница на пенсии, подверглась нападению и была убита в своей квартире 4 апреля 2017 г. В общественном мнении, особенно среди французской еврейской общины, этот случай считается вопиющим примером антисемитизма в современной Франции: Халими была еврейкой, нападавший (Кобили Траоре, мусульманин, часто посещавший местную мечеть, сын иммигрантов из Мали) ранее преследовал её антисемитскими нападками, во время убийства он кричал «Аллаху акбар», а затем провозгласил «Я убил Шайтана».
В течение нескольких месяцев правительство и некоторые СМИ не решались назвать это убийство антисемитским, что вызвало критику со стороны таких общественных деятелей, как Бернар-Анри Леви. В конце концов правительство признало антисемитские мотивы убийства. Однако убийца Сары был признан невиновным, поскольку, на основании психиатрической экспертизы, судьи постановили, что он переживал психотический эпизод из-за употребления каннабиса. Решение было обжаловано в Верховном кассационном суде Франции, который, однако, 14 апреля 2021 г. оставил в силе решение суда низшей инстанции.
Убийство Сары Халими сравнивают с убийствами других французских евреев — Мирей Кнолль в том же округе в 2018 г., менее чем через год, а также Илана Халими (однофамилец, но не родственник Сары Халими) в 2006 г.

## Убийство и его обстоятельства
Доктор Сара Аттал-Халими, 65-летняя еврейка и мать троих детей, спала в своей квартире, когда её 27-летний сосед Кобили Траоре ворвался к ней, избил её телефоном, а затем кулаками, причинив ей несколько переломов. Он попытался задушить её, а затем выкинул из окна. Неясно, наступила ли смерть от побоев или в результате падения. Это произошло у неё дома, в квартире на третьем этаже в квартале Бельвиль в Париже, 4 апреля 2017 г.
Траоре, торговец наркотиками и наркоман, ранее пугал Халими неоднократными антисемитскими оскорблениями. После ареста он заявил о невменяемости и был немедленно помещен в психиатрическую больницу. Сообщается, что иммигрант из Мали Траоре пришел в ярость после семейного спора и вломился в соседнюю квартиру чужой семьи, которая немедленно заперлась в спальне, позвонила в полицию за помощью и в страхе ждала, слушая, как злоумышленник читает стихи из Корана.
Считается, что сначала полиция направилась не в то здание, а Траоре поднялся по балкону из квартиры, где семья пряталась за запертой дверью, в квартиру Халими, единственной еврейки, проживавшей в доме. Когда полиция, наконец, прибыла к квартире Сары, злоумышленник уже был там и убивал жертву. Однако полиция, имея ключи, не стала заходить в квартиру, ожидая прибытия элитного отряда, в то время как на горячую линию полиции поступало всё больше телефонных звонков, в которых сообщалось, что женщина кричала, когда мужчина, по-видимому, бил её и кричал «закрой свой рот», «Аллах Акбар» и «Я убил Шайтана». На следствии полицейские утверждали, что не слышали криков женщины, разбудивших весь дом; никто из полицейских не был наказан.
Выбросив Халими из окна третьего этажа, Траоре вернулся в первую квартиру, где семья, все ещё съежившаяся в комнате и ожидающая полиции, снова услышала, как он молится вслух.
За расследование отвечал 2-й округ судебной полиции Парижа. 7 апреля 2017 г. прокурор Франсуа Молен, возбудивший дело об умышленном убийстве, заявил тогда, что убийство не может рассматриваться как антисемитское действие, но следователи изучат такую возможность.
Газета Libération сообщила, что Траоре никогда раньше не помещали в психиатрическую больницу, но он несколько раз попадал в тюрьму за правонарушения, включая насилие при отягчающих обстоятельствах. Токсикологический анализ показал наличие каннабиса в его крови. Задержанный без сопротивления, Траоре позже подрался с полицией, и врач постановил, что требуется его перевод в психиатрическую больницу. Полиция его не допрашивала. Получение результатов психиатрической экспертизы было запланировано на середину июня, затем отложено до конца августа.

## Судебное разбирательство и жалобы
Невестка Халими подала жалобу 20 июня 2017 г., осуждая инертность полиции и её отсутствие координации.
10 июля 2017 г. Кобили Траоре был доставлен к следственному судье и допрошен. Он признал факт убийства, отрицая при этом какой-либо антисемитский мотив: «Я чувствовал себя одержимым. Я чувствовал себя подавленным внешней силой, демонической силой». Он объяснил свое состояние употреблением каннабиса.
12 июля 2017 г. Траоре был обвинен в «умышленном убийстве г-жи Аттал-Халими и в насильственном лишении свободы» соседней семьи, через квартиру которой он забрался в квартиру Халими. Был выписал ордер на арест, но подозреваемый остался в больнице. Бриджит Кустер из администрации 17-го муниципального округа Парижа, передала этот вопрос министру внутренних дел. В сентябре 2017 г. прокуратура официально охарактеризовала убийство как «антисемитское» преступление.
В 2018 г., после заявлений Национального бюро бдительности против антисемитизма (BNVCA) и Представительного совета еврейских учреждений Франции (CRIF), французские правоохранительные органы признали антисемитский характер убийства.
В июле 2019 г. следователь постановил, что Траоре, вероятно, не несет уголовной ответственности, поскольку его интенсивное употребление каннабиса привело его в состояние временного психоза, известного во Франции как bouffée delirante; это было подтверждено в конце 2019 г. парижским Апелляционным судом, а в 2021 г. — Кассационным судом, который является последней апелляционной инстанцией во Франции. Впоследствии адвокаты семьи Халими заявили о своем намерении передать дело в Европейский суд по правам человека.
11 августа 2021 г. сестра убитой, впервые в истории воспользовавшись законом Израиля от 1994 г. (позволяющим обращаться в полицию Израиля по антисемитским преступлениям за рубежом), подала в полицию Израиля жалобу с требованием возбудить дело против Кобили Траоре.

## Политические последствия
23 мая 2017 года The Times сообщила, что, по словам Жана-Александра Бухингера, адвоката семьи жертвы, убийце следовало предъявить обвинение в «убийстве с отягчающим обстоятельством в виде антисемитизма». По мнению французских еврейских организаций, этого не было сделано из-за боязни правящих кругов поддержать таким образом избирательную кампанию конкурирующей партии «Национальный фронт», критикующей преступность в среде мигрантов и исламский фундаментализм.
16 июля 2017 года Фрэнсис Калифат, президент Представительного совета еврейских учреждений Франции (CRIF), подчеркнул антисемитский характер убийства во время траурной церемонии в память Облавы «Вель д’Ив». Затем президент республики Эммануэль Макрон попросил суд прояснить вопрос об антисемитизме, несмотря на заявления предполагаемого убийцы.
1 июня 2017 года депутат Европарламента от Бельгии Фредерик Рис осудила «леденящее кровь молчание» французских властей по поводу убийства Халими во время дебатов в Европейском парламенте о борьбе с антисемитизмом.
В декабре 2019 года президент Эммануэль Макрон раскритиковал вывод парижского апелляционного суда о непригодности Траоре для судебного разбирательства, заявив, что «даже если в конце концов судья решит, что уголовной ответственности нет, судебное разбирательство необходимо»; судья Верховного кассационного суда сделал ответное замечание Макрону.
В апреле 2021 года после решения Верховного кассационного суда президент Макрон призвал изменить закон. Макрон заявил, что Франция «не судит больных граждан, мы их лечим… Но решение принять наркотики, а затем „сходить с ума“ не должно, на мой взгляд, снимать с вас уголовную ответственность».
В январе 2022 года был опубликован парламентский отчет об инциденте объёмом 67 000 слов. Было установлено, что ни полиция, ни психиатрическая больница, ни судебная система не действовали ненадлежащим образом. Отчет был одобрен 7 голосами против 5, при этом Мейер Хабиб, еврейский депутат, выбранный руководителем комитета, был среди несогласных. Отчет был широко и резко осужден еврейскими организациями и СМИ.

## Общественная реакция
Убийство Халими вызвало значительную общественную реакцию во Франции и во всем мире: интеллектуалы, СМИ, политики и еврейские общины требовали расследования антисемитизма и исламистского терроризма в качестве возможных мотивов и обвиняли как французское правительство, так и прессу в замалчивании проблемы.
9 апреля 2017 года от 1000 до 2000 человек присоединились к маршу памяти Халими, организованному Представительным советом еврейских учреждений Франции (CRIF), который потребовал обнародовать «всю правду» о деле. Марш, который также стал протестом против антисемитизма, начался у местной станции метро Belleville и завершился на месте убийства Сары Халими.
Прокурор Парижа Франсуа Молен принял представителей еврейской общины и попытался заверить их, что дело не в антисемитизме, хотя такая возможность и расследуется. По словам Жиля-Вильяма Гольднаделя, французского политического обозревателя и поверенного семьи Халими, убийца Сары Халими имел «профиль радикального исламиста, и все же почему-то оказывается сопротивление называнию вещей своими именами».
Александра Леньель-Лавастин, французская журналистка, 25 мая 2017 года опубликовала в газете Atlantico открытое письмо под названием «От Илана до Сары Халими, недостойная Франция». Она адресовала его Жерару Коллону, назначенному неделей ранее министром внутренних дел, и осудила Францию как «страну, где снова стало возможным убивать евреев без чрезмерного беспокойства наших соотечественников».
Семнадцать интеллектуалов, в том числе Мишель Онфре, Элизабет Бадинтер, Жак Жюльяр, Жорж Бенсусан, Ален Финкелькраут и Марсель Гоше, на первой странице Le Figaro от 2 июня 2017 года просили пролить свет «на смерть этой француженки еврейского вероисповедания, убитой при возгласах „Аллах Акбар“». Они осудили «отрицание реальности», и тот факт, что «это преступление редкой степени варварства», произошедшее в разгар президентской кампании, «получило мало внимания со стороны средств массовой информации».
5 июня 2017 года Бернар-Анри Леви подчеркнул тот факт, что, хотя Сара Халими подверглась истязаниям и была выкинута из окна под крик «Аллах Акбар», правосудие и пресса «неохотно произносят слово „антисемитизм“». В тот же день бывший верховный судья Филипп Бильгер упомянул дело Халими в статье, опубликованной Le Figaro. На следующий день обозреватель Radio Notre-Dame Жерар Леклерк осудил молчание СМИ.
8 июня 2017 года французский писатель Мишель Онфре в видеоролике о молчании, окружающем убийство, задался вопросом: «Как можно снова убивать эту бедную женщину? Не давать этой информации резонанса, которого она заслуживает — значит считать, что эхо этого убийства ничего не значит». Он добавил, что «всякий раз, когда происходит эскалация террора, происходит эскалация отрицания террора. Любая реальность отметается, если она может сыграть на руку Национальному фронту. Но однажды реальность отмстит за себя».
13 июля 2017 года CRIF опубликовал информационный бюллетень на эту тему, в котором отмечалось, что убийство произошло за сто дней до этого, что подозреваемый все ещё находится под следствием по обвинению в умышленном убийстве и что отягчающий фактор антисемитизма был исключен. Он задал вопрос «К чему это антисемитское отрицание?».
В мае 2019 года Шимон Самуэльс из Европейского центра Симона Визенталя пожаловался, что Траоре по-прежнему считается непригодным для суда, утверждая о неопровержимо антисемитским характере преступления, и заявил, что «если правосудие извращено, а убийство оправдано наркоманией, это создает прецедент для каждого пьяного водителя, который будет оправдан аналогичным образом».
5 января 2020 г. в Париже прошла демонстрация с требованием судить убийцу Сары Халими. Аналогичные манифестации в этот день прошли в Монпелье и Марселе.
25 апреля 2021 г. в Париже около 20 тыс. евреев, возмущённых решением апелляционного суда оставить в силе вердикт о невиновности Траоре, вышли на демонстрацию протеста с требованием его справедливого наказания. Демонстранты, в частности, проводили параллели с делом об убийством собаки, в том же 2017 г. выкинутой с балкона другим мусульманином в Марселе — суд приговорил того к двум годам заключения, невзирая на наркотическое опьянение. Акции протеста меньшего масштаба также прошли в Тель-Авиве, Майами, Лондоне и Гааге.
Мэр Парижа Анн Идальго заявила о намерении назвать улицу в IV округе города (где до Холокоста проживали преимущественно евреи) в честь убитой Сары Халими.

## Освещение в СМИ
Еврейское телеграфное агентство, The Jewish Chronicle (Лондон) и The Times of Israel опубликовали эту историю сразу после того, как произошло убийство, отметив её как возможное преступление на почве ненависти.
25 мая 2017 года французский журналист Марк Вейцман опубликовал в американском журнале Tablet длинную статью, в которой обвинил французское правительство и прессу в сокрытии этого и других актов насильственного антисемитизма.
Le Monde не писала о происшествии до 23 июня, когда наконец была опубликована статья, поднимающая вопрос об антисемитизме.
Жиль-Вильям Гольднадель, адвокат одной из сестер жертвы, заявил 22 мая в газете Le Figaro: «убийца представляет собой классический профиль обычных преступников-исламистов […] от чего сжимается сердце человека и адвоката, так это от общественного безразличия», подчеркнув криминальное прошлое подозреваемого.
Томас Бидник, адвокат Траоре, заявил 31 мая, что подозреваемый, все ещё находящийся в психиатрической больнице, может не предстать перед судом.
В 2017 г. The Washington Post повторно выпустила обзор убийства Илана Халими (2006 г.), назвав его похожим на убийство Сары Халими, поскольку французские власти также отказались признать антисемитский характер убийства или расследовать его как терроризм по этническим и идеологическим мотивам.